# Ґардон (музичний інструмент)
Ґардон (угор. ütőgardon) — народний музичний інструмент, поширений в Угорщині та Румунії (в регіонах Трансильванії та меншою мірою Молдови). Хоча за зовнішнім виглядом він нагадує віолончель, спосіб гри на ньому відрізняється: замість смичка виконавець щипає струни і б'є по них паличкою. У румунському регіоні Банат цей інструмент використовувався як віолончель, а спосіб гри передбачав також щипання і биття по струнах.

## Опис
Корпус цього відносно великого струнного інструмента, зазвичай вирізьблений з цільного шматка клена, тополі або верби, за формою нагадує класичні струнні інструменти. Він має плоску або злегка випуклу спинку і верхню деку, проте виготовлений із набагато товщого дерева. Інструмент має чотири або, іноді, три струни, по яких ударяють смичком, що нагадує паличку довжиною приблизно 40 см і діаметром 2 см. У чотириструнній версії три товстіші струни відповідають струні G контрабаса, а тонша струна, яку використовують для щипкової гри, відповідає струні D або G віолончелі. Наразі найпоширеніший стрій струн – ре – ре – ре – ре¹. Раніше на триструнних інструментах часто використовувалися строї ре – ре¹ – соль¹, ре – ре¹ – ля¹, ля – ре¹ – ре¹.

## Використання
Гра паличкою замість смичка створює бурдонний акомпанемент.  На ґардоні зазвичай, хоча й не виключно, грає жінка, часто дружина соліста (скрипаля) , який навчає її або одного зі своїх близьких родичів гри на ньому, або ж наймає для цього окрему людину.

## Культурне походження
Ансамблі скрипки та ґардона в угорців і деяких ромів Трансильванії мають спільні риси із зурною та давулом, поширеними на Балканах, в Анатолії та на Близькому Сході. Ґардон першочергово використовувався секеями, угорською етнічною групою в Трансильванії,  а також чанґо з регіону Гімеш.  Про походження інструмента можна лише здогадуватися. Ймовірно, він виконував роль барабанів для танцювального акомпанементу XVII–XVIII століть, які використовувалися разом із турецькою свистковою флейтою. По цих барабанах били з двох боків різними паличками — однією товстою, іншою тоншою. У румунському Банаті до 1980-х років також використовували «биту» віолончель. У Румунії її називали bandă, і спосіб гри був схожий — одну руку використовували для щипка, а іншу для ударів.   Під назвою gordon (ґордон) цей інструмент досі застосовується в регіоні Біказ.  Схожий струнний інструмент, по якому б’ють паличкою, — це тамбурін де Беарн на півдні Франції. Музикант грає на ньому однією рукою, одночасно виконуючи мелодію на флейті ґалубе, що також грається однією рукою.